# 南方民主党
南方民主党顾名思义是民主党在美国南部的分支。其中绝大部分成员反对1964年民权法案，并于1964年参与了美国历史上为期最长的拉布以阻止其通过，与支持这一法案的非南方民主党人形成了鲜明的对比。不过在1994年以后，共和党人于美国南部赢得了绝大多数的选举。